# Епархия Каира (сиро-католическая)
Епархия Каира (лат. Eparchia Cahirensis Syrorum) — епархия Сирийской католической церкви. Епархия Каира распространяет свою юрисдикцию на территорию Египта и Судана. Кафедральным собором каирской епархии является церковь Святого Розария городе Каир.

## История
31 декабря 1965 года Святой Престол учредил каирскую епархию для верующих Сирийской католической церкви, проживающих в Египте и Судане. В епархии действуют три прихода: один в Александрии (церковь Святейшего Сердца Иисуса) и два в Каире (церковь Святой Екатерины и собор Святого Розария).

## Ординарии епархии
- епископ Basile Pierre Habra (3.12.1965 — 16.08.1977);
- епископ Базиль Мусса Дауд (2.07.1977 — 1.07.1994) — назначен архиепископом Хомса, кардинал с 21.02.2001 года;
- епископ Clément-Joseph Hannouche (24.06.1995 — по настоящее время).

## Источник
- Annuario Pontificio, Libreria Editrice Vaticana, Città del Vaticano, 2003, ISBN 88-209-7422-3